# محمد الکویکبی
محمد الکویکبی (عربی: محمد مرزوق الكويكبي؛ زادهٔ ۸ اوت ۱۹۹۴) یک ورزشکار اهل عربستان سعودی است.